# Улица Толедова
Улица Толе́дова (прежнее названия: Закути́лова 3-я) — улица в жилом районе «Заречный» Верх-Исетского административного района Екатеринбурга.
Примечательна тем, что сведений о личности, чьей фамилией названа улица, не сохранилось. Более того, не известны даже имя и отчество г-на Толедова.

## История и происхождение названий
Улица зафиксирована на плане Верх-Исетского завода первой половины XIX века (из архива Н. С. Алфёрова), условно соотносимом с генеральном планом этого завода 1826 года. До 1920-х годов улица была частью уличной сети Верх-Исетского завода, не входившего до этого времени в состав Екатеринбурга.
До 1921 года улица носила номерное название 3-я Закутилова. Происхождение этого названия документально не установлено. В 1921 году улица была переименована в честь Толедова, о личности которого сведений не сохранилось.
По нечётной стороне улицы в настоящее время располагаются корпуса бывшего Верх-Исетского завода (разделён на два самостоятельных предприятия).

## Расположение и благоустройство
Улица проходит с юга на север параллельно улице Халтурина. Начинается от улицы Колмогорова и заканчивается у улицы Труда. К улице примыкают улицы 3-го Интернационала, Опалихинская, Егорова, Качканарская, Марата и Кушвинская.
Протяжённость улицы составляет около 1,7 км. Ширина проезжей части — в среднем около 8 м (по одной полосе в каждую сторону движения). На протяжении улицы имеется два светофора (на перекрёстках с улицами Опалихинской и Егорова), нерегулируемых пешеходных переходов не имеется. Улица оборудована тротуарами (по нечётной стороне) и уличным освещением. Нумерация домов начинается от улицы Колмогорова.

## Примечательные здания и сооружения
- № 43 —  «ВИЗ-Сталь».

## Транспорт
Автомобильное движение на всей протяжённости улицы двустороннее.

### Наземный общественный транспорт
Движения общественного транспорта по улице не осуществляется.

### Ближайшие станции метро
Действующих станций метро поблизости нет, линий Екатеринбургского метрополитена в район улицы проводить не запланировано.